# Pogromen i Kielce
Pogromen i Kielce regnes for den mest omfattende pogrom mod jøder efter 2. verdenskrig. Den fandt sted den 4. juli 1946 i den polske by Kielce, hvor polske militser og soldater myrdede 42 jøder. Mere end 50 personer blev såret. Byen Kielce havde også i 1918 været scene for en pogrom, kostede 4 jøder livet. Dengang stod en bevæbnet folkemængde bag.

## Oprindelsen
Der opstod uroligheder i forbindelse med en drengs forsvinden efter et (falsk) rygte om, at "jøder udfører rituelle mord på kristne børn for at få fat i deres blod for at lave det jødiske påskebrød". Den 8-årige var løbet bort for at plukke kirsebær der, hvor familien tidligere havde boet, 25 km fra hjemmet. Da drengen to dage senere vendte hjem, meldte faderen i beruset tilstand episoden til politiet og anførte, at drengen skulle have haft held til at flygte fra jøderne. I forhøret næste dag udpegede drengen den jødiske menigheds hus 150 meter fra politistationen, og en mand blev udpeget som den, der skulle have narret barnet ned i kælderen i huset.

## Pogromen
Pogromen gennemførtes af en gruppe militser og soldater, som indfandt sig på stedet for at sprede folkesamlingen, da denne antoges at være fjendtligt indstillet. Der blev blandt andet kastet sten mod bygningen, hvor jøderne holdt til. Efter at soldater gik ind i bygningen, hørtes skud. Det er uklart hvem, der affyrede det første skud. To soldater og en officer mistede livet. Den efterfølgende pogromen varede i cirka 5 timer, og 42 jøder døde og over 50 blev alvorligt såret.

## Retsligt efterspil
Den 11. juli 1946 blev 12 ikke-jødiske personer tiltalt. Heraf idømtes ni dødsstraf med henrettelse dagen efter retssagen. De andre tre idømtes hhv. livsvarig fængselsstraf, og syv og 10 års fængsel. Alle officerer, der var til stede under pogromen, blev degraderet og fik en etårig fængelsstraf..

## Kirkens reaktion
Den katolske kirke i Polen syntes at agere passivt, men dens tiltag for at klargøre sit standpunkt saboteredes effektivt af det kommunistiske sikkerhedspoliti. Kirken fordømte i stedet pogromen ved de følgende søndagsmesser, hvor alle præster opfordredes til at tage emnet op. Enkelte katolske præster mente, at opløbet var en konsekvens af, at jøderne var overrepræsenterede i det stalinistiske sikkerhedspoliti og i anklagemyndigheden, som igangsatte en jagt på ikke-kommunister

## National reaktion
Pogromen kom som en overraskelse for den polske kulturelite og omverdenen, som protesterede i tidskrifterne Odrodzenie, Tygodnik Powszechny (katolsk) og Kuźnica..

## Teorier om bag ved liggende årsager
De teorier, som i dag diskuteres efter en omfattende udredning ved IPN (Det Polske Nationale Mindesinstitut) er følgende:
- Provokation fra sikkerhedspolitiets (UB, Urząd Bezpieczeństwa, og russisk NKVD) side for at miskreditere polakker i den internationale bevidsthed. Problemet er hvordan et tital civile personer under 5 timer kunne kaste sten og agere antisemitter, når der i området fandtes hundredvis af skydeklare militser og soldater. Den polske militæranklager oberst Henryk Holder sendte en håndskrevet rapport til sin chef general M. Spychalski i 1946, hvor han tydeligt redegør for, at ordensmagten og den kommunistiske administration aktivt medvirkede i pogromen og bidrog til dennes størrelse.[9] Det påpeges, at mange i den så kaldte "vrede folkemasse" af Holder udpegedes som værende civile, som arbejdede for det kommunistiske magtapparat i Kielce, med andre ord provokatører.
- Provokation fra den polske London-regerings side for at miskreditere det kommunistiske regime.
- Zionistisk provokation for at få alle jøder til at flytte til Palæstina.[9]
- Zionistisk provokation i samarbejde med NKWD (det politiske sikkerhedspoliti) med samme formål som i foregående punkt men med flere politiske aspekter.
- Nazistisk provokation for at vise omverden, at det ikke kun var nazister, som var antisemitter.

Under årene 2001-2004 tilsattes en udredning for at klargøre motiver bag pogromen i Kielce. Anklageren Krzysztof Falkiewicz nedlagde anklagen i mangel på konsensus og tydelige beviser. Hans beslutning mødte stærk kritik hos intellektuelle jøder og polakker, som mente, at sandheden og de bag ved liggende årsager ikke er blevet udredt på korrekt vis. Falkiewicz teorier om hvad, der er sket, er blevet kaldt "groteske".